# 劉明讓
劉明讓（1896年8月—1938年4月），字孟和。山東省東平縣商老莊鄉李橋村人。他為抗日戰爭期間陣亡的中國軍方高級將領之一。

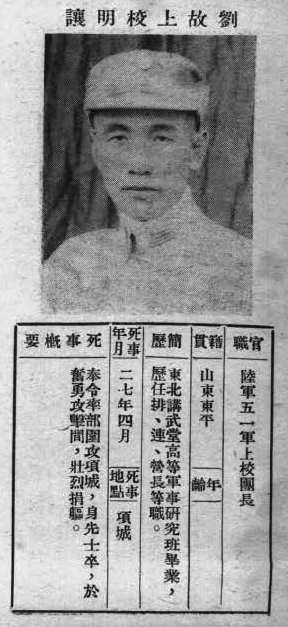
《抗戰軍人忠烈錄》（第一輯）中的劉明讓烈士遺像

## 生平[1]
畢業於東北講武堂，抗戰時任陸軍第51軍114師340旅684團上校團長，率部參加對日作戰。1938年春，參加台兒莊會戰，率部增援圍攻項城的友軍部隊，壯烈成仁。